# Italohippus modestus
Italohippus modestus är en insektsart som först beskrevs av Viktor von Ebner-Rofenstein 1915.  Italohippus modestus ingår i släktet Italohippus och familjen gräshoppor. Inga underarter finns listade i Catalogue of Life.